# Helô D'Angelo
Helô D’Angelo (São Paulo, 1994), é uma quadrinista, cartunista e ilustradora brasileira. A artista conta com a publicação de cinco Hqs de sua autoria e outras em conjunto com outros artistas. Atuou como chargista para o jornal Brasil de Fato e outros portais brasileiros e internacionais. Seu trabalho é focado em minorias políticas e nos direitos humanos, utilizando dessas linguagens para facilitar a explanação e compreensão dessas temáticas. Premiada e reconhecida no cenário dos quadrinhos brasileiros, a artista começou a internacionalizar sua carreira com a tradução de dois trabalhos para o espanhol em 2023 e segue expandindo o alcance de sua obra.

## Vida e carreira
Artista nascida em São Paulo, Helô D'Angelo é formada em jornalismo pela Faculdade Cásper Líbero e atuou na área em diversas revistas e jornais, porém Helô decidiu dedicar-se a carreira de ilustradora e quadrinista devido a necessidade de expôr sua opinião e esclarecer temas relevantes de forma mais explícita não tão possível no jornalismo. Influenciada pela obra “Retalhos”, no original Blankets de Craig Thompson ainda antes de seu ingresso na universidade, a necessidade de produzir quadrinhos foi crescente na vida de Helô.
Durante seu período na universidade D’Angelo se sensibiliza cada vez mais com os temas que aborda hoje em dia, a pluralidade no ambiente universitário elucida a artista quanto as mazelas da sociedade contemporânea e desperta a vontade de ler e produzir conteúdo crítico e didático, em paralelo com o interesse na produção autobiográfica. Explorando o que viria a ser sua dedicação posterior, seu trabalho de conclusão trata-se de uma reportagem jornalística em quadrinhos expondo a realidade do aborto no Brasil.
Devido seu conteúdo sociopolítico e crítico, o trabalho da artista acaba enfrentando resistência principalmente por parte daqueles que reproduzem os comportamentos expostos pela artista, que acaba sofrendo ataques e críticas nas redes sociais, tendo uma de suas tirinhas que expõem o comportamento antifeminista por parte de algumas mulheres retirada do ar no Instagram.
Atualmente a artista trabalha com a produção de histórias em quadrinhos autobiográficas, institucionais, jornalísticas e didáticas. Atua como chargista para o jornais e empresas, possui uma loja online com suas publicações e publica seu conteúdo em tirinhas nas redes sociais onde possui mais de 155 mil seguidores. Foi publicada pela editora Harper Collins em 2022 e pela editora Bebel Books em 2023.

## Obras
Helô D’Angelo utiliza de sua formação jornalística para retratar em seu trabalho principalmente questões feministas, de igualdade de gênero, e sobre a luta LGBTQIA+. Através dos quadrinhos e do desenho sua obra atinge um público amplo, dissociando-se da resistência que muitos encontram ao se deparar com a leitura verbal e facilitando a propagação da temática.
Indicada na Categoria Webtiras pelo troféu HQMIX em 2020, a artista possui uma produção constante de tirinhas e charges jornalísticas, além de quadrinhos institucionais, encomendas e trabalhos autorais. Através do financiamento coletivo a artista foi capaz de realizar a publicação de suas duas histórias em quadrinhos autorais longas, além do trabalho Webnona, uma coletânea de tirinhas que reúne outros artistas brasileiros e as zines “Cineterapia”, “Nem todo homem” e “O pequeno livro dos grandes xingamentos”.

### TCC: Quatro Marias – 2016
Insatisfeita com o jornalismo tradicional e buscando abordar questões relevantes através da arte e dos quadrinhos o projeto do trabalho de conclusão de curso de Helô na Faculdade Cásper Líbero foi a elaboração de uma história em quadrinhos jornalística, o projeto Quatro Marias – Uma reportagem em quadrinhos, sobre as realidades do aborto no Brasil reúne histórias reais de quatro mulheres que realizam abortos clandestinamente. As personagens são adaptadas para preservar a identidade das quatro mulheres, porém retratam histórias reais, sendo divididas em Maria Memória, Maria Dentro da Lei, Maria Mudança e Maria Julieta as histórias expõem as dificuldades e sacrifícios exigidos por diferentes mulheres em condições financeiras e sociais diferentes.

### Dora e a Gata - 2019
Publicada no ano de 2019 de forma independente e indicada ao Prêmio Grampo de grandes HQs em 2020, a história em quadrinhos Dora e a Gata foi a primeira publicação da artista e é uma adaptação de suas publicações realizadas no Instagram e narra a história de uma jovem a partir do momento em que adota sua gata, a obra de ficção aborda temas como o relacionamento abusivo, o início da vida adulta, o amadurecimento e o autoconhecimento. Inspirada na própria gata Jerí, a HQ é a primeira obra ficcional longa da artista que até então utilizava ainda do jornalismo para criar suas histórias.

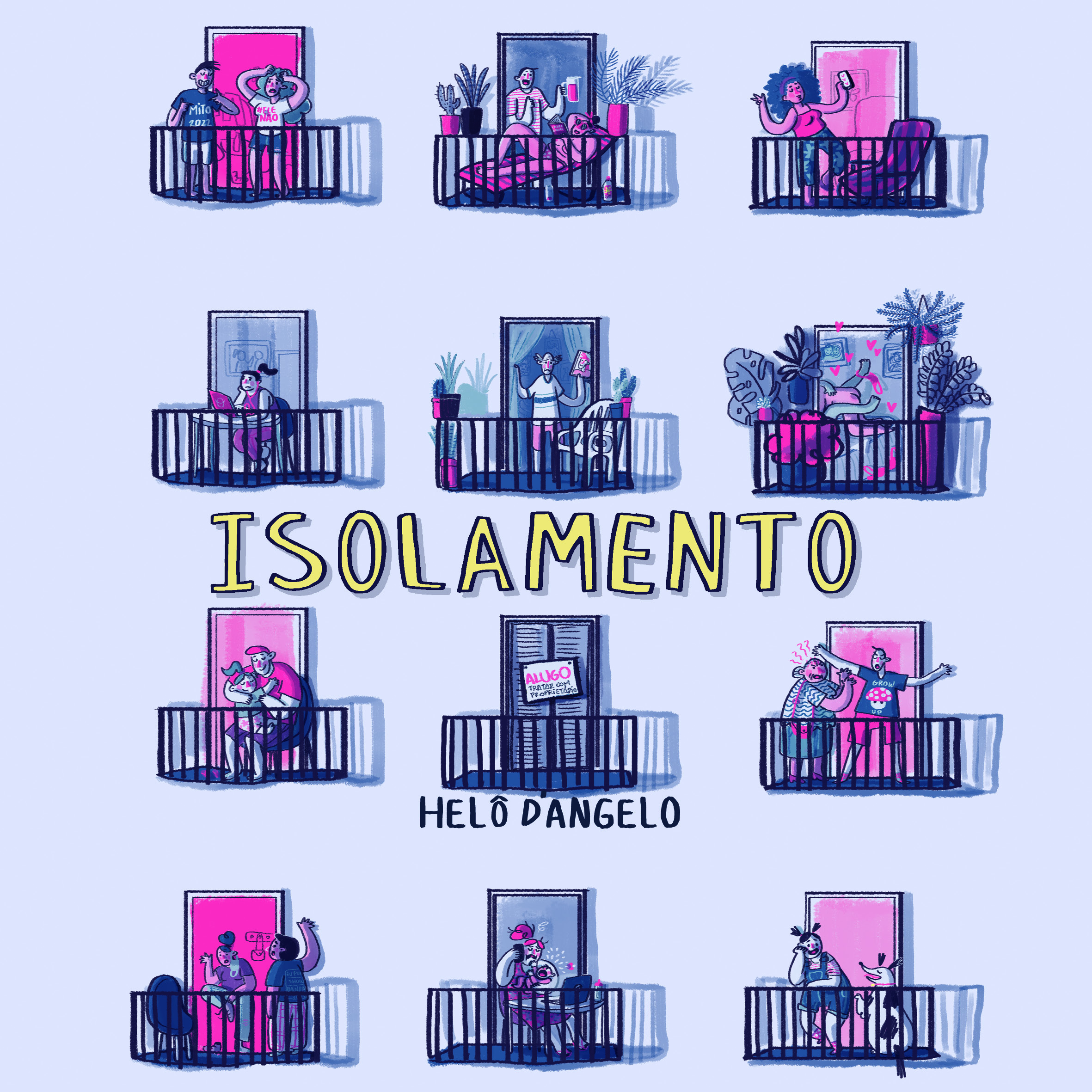
Capa do Livro "Isolamento", de Helô D'Angelo

### Isolamento – 2021
No início do ano de 2020, Helô se muda para um apartamento em Pinheiros, bairro na cidade de São Paulo e logo no mês de março é decretada a pandemia de Covid-19; percebendo a acústica do ambiente em frente ao seu prédio a artista começa a realizar tirinhas e publicá-las nas redes sociais.  A HQ Isolamento, de 208 páginas surge então como uma compilação dos quadrinhos semanais em que retrata o dia a dia de doze núcleos de personagens inspirados pelos vizinhos de seu apartamento a frente. O projeto foi financiado via Catarse e publicado de forma independente no ano de 2021.

### Nos olhos de quem vê- 2022
Editado pela Harper Collins, Nos olhos de quem vê é uma HQ autobiográfica sobre a relação da autora com o padrão de beleza para corpos femininos. Dividida em capítulos, a HQ trata de aspectos naturais do corpo humano que são demonizados se estiverem inseridos no contexto feminino como: rugas, pêlos, gordurinhas e manchas. “[...] Essas marcas são marcas de vida, são marcas de experiências. Quando a gente quer apagar tudo isso, principalmente essas marcas de pele, significa que a gente não quer olhar para o nosso crescimento." Helo percorre experiências pessoais e familiares, tem diálogos com amigas e amplia a sua experiência para os aprendizados que teve no seu processo de autoconhecimento. Em 2023, a obra ganhou o Prêmio Angelo Agostini de melhor lançamento e sua autora ganhou nas categorias de melhor desenhista e melhor roteirista.

### Pequeno manual de defesa pessoal - 2023
Durante a pandemia, a quadrinista Helô D'Angelo desenvolveu muito medo de andar na rua sozinha. Então, decidiu fazer a oficina de defesa pessoal focada na população LGBTQIAP+ e em mulheres com o professor Gabriel Guarino, organizada pelo Piranhas Team e o Shàoshèng Centro de Cultura Oriental. Como registro da experiência, publicou em parceria com o professor esse pequeno volume em duas cores e formato diferente para chamar a atenção do público nas feiras e livrarias. Este livro recebeu apoio do governo brasileiro para ser publicado em espanhol pela El Cuervo Editorial. O quadrinho foi o primeiro título da editora Bebel Books a ser traduzido, seguido da coletânea Boy Dodói editada por Helô D'Angelo, Carol Ito e Bebel Abreu (também contemplada pelo edital de apoio à tradução).